# Districte de Šumperk
El districte de Šumperk - (txec) Okres Šumperk - és un districte de la regió d'Olomouc, a la República Txeca. La capital és Šumperk.

## Llista de municipis
Bludov -
Bohdíkov -
Bohuslavice -
Bohutín -
Branná -
Bratrušov -
Brníčko -
Bušín -
Chromeč -
Dlouhomilov -
Dolní Studénky -
Drozdov -
Dubicko -
Hanušovice -
Horní Studénky -
Hoštejn -
Hraběšice -
Hrabišín -
Hrabová -
Hynčina -
Jakubovice -
Janoušov -
Jedlí -
Jestřebí -
Jindřichov -
Kamenná -
Klopina -
Kolšov -
Kopřivná -
Kosov -
Krchleby -
Lesnice -
Leština -
Libina -
Líšnice -
Loštice -
Loučná nad Desnou -
Lukavice -
Malá Morava -
Maletín -
Mírov -
Mohelnice -
Moravičany -
Nemile -
Nový Malín -
Olšany -
Oskava -
Palonín -
Pavlov -
Petrov nad Desnou -
Písařov -
Police -
Postřelmov -
Postřelmůvek -
Rájec -
Rapotín -
Rejchartice -
Rohle -
Rovensko -
Ruda nad Moravou -
Šléglov -
Sobotín -
Staré Město -
Stavenice -
Štíty -
Sudkov -
Šumperk -
Svébohov -
Třeština -
Úsov -
Velké Losiny -
Vernířovice -
Vikantice -
Vikýřovice -
Vyšehoří -
Zábřeh -
Zborov -
Zvole